# Sani Kaita
Sani Haruna Kaita (Kano, Nigéria, 1986. május 2.) nigériai labdarúgó, aki jelenleg az Olimbiakósz Lefkoszíaszban játszik középpályásként.

## Pályafutása
Kaita 2004-ben, a Kano Pillars FC csapatánál kezdte pályafutását. Egy évvel később a Sparta Rotterdamhoz szerződött, ahol három év alatt mindössze 22 bajnokin kapott lehetőséget. 2008-ban leigazolta az AS Monaco, de már 2009. január 13-án kölcsönvette a Kubany Krasznodar. Azóta a Lokomotyiv Moszkvában és az Alanyija Vlagyikavkazban, az FK Metaliszt Harkivban és a PAE Iraklíszban  is megfordult kölcsönben.

## Válogatott
Kaita hét meccsen lépett pályára a 2005-ös ifjúsági vb-n, nem sokkal később a felnőtt válogatottban is bemutatkozhatott. Részt vett a 2006-os, a 2008-as és a 2010-es afrikai nemzetek kupáján. Behívót kapott a 2010-es világbajnokságra is.
A vb-n a játékvezető kiállította, miután a görög Vaszílisz Toroszídiszt megdobta egy labdával.

## Fordítás
Ez a szócikk részben vagy egészben  a   Sani Kaita című angol Wikipédia-szócikk fordításán alapul.  Az eredeti cikk szerkesztőit annak laptörténete sorolja fel. Ez a jelzés csupán a megfogalmazás eredetét és a szerzői jogokat jelzi, nem szolgál a cikkben szereplő információk forrásmegjelöléseként.